# Мэцан, Александру
Александру Иринел Мэцан (рум. Alexandru Irinel Mățan; 29 августа 1999, Галац, Румыния) — румынский футболист, полузащитник клуба «Коламбус Крю».

## Карьера
Выпускник академии клуба «Вииторул Констанца», Мэцан дебютировал в Лиге I 6 мая 2016 года в возрасте 16 лет, когда вышел на замену на 63-й минуте вместо Чиприана Пержу и реализовал пенальти в матче против «Динамо Бухарест». 6 июля 2019 года отыграл все 90 минут в Суперкубке Румынии, в котором «Вииторул Констанца» одержал победу над «ЧФР Клуж».
В сентябре 2019 года Мэцан был отправлен в аренду до конца сезона в клуб «Волунтари», в составе которого провёл 25 матчей и забил один гол.
8 марта 2021 года Мэцан перешёл в американский клуб «Коламбус Крю». Стоимость трансфера, по некоторым сведениям, составила около 1,5 млн евро (около 1,8 млн долларов). В MLS он дебютировал 18 апреля в матче стартового тура сезона 2021 против «Филадельфии Юнион», выйдя на замену Педру Сантушу на 88-й минуте.
Не проходя в основу «Коламбус Крю» и выступая за резервную команду, 9 августа 2022 года Мэцан был отправлен в аренду в «Рапид Бухарест» до конца года с опцией выкупа. Дебютировал за «бело-гранатовых» 13 августа в матче против «Петролул Плоешти». 23 декабря 2022 года было объявлено, что Мэцан вернулся в «Коламбус Крю», так как получил стрессовый перелом пальца ноги. За «Рапид» игрок провёл всего шесть матчей. В начале 2023 года «Рапид Бухарест» объявил, что не будет задействовать опцию выкупа Мэцана.
18 марта он забил свой первый гол за «Коламбус Крю» в матче против «Нью-Йорк Ред Буллз».

## Достижения
«Вииторул Констанца»
- Обладатель Кубка Румынии: 2018/19
- Обладатель Суперкубка Румынии: 2019

 «Коламбус Крю»
- Чемпион MLS (обладатель Кубка MLS): 2023
- Обладатель Кубка лиг: 2024

## Статистика выступлений
| Выступление                | Выступление      | Выступление      | Лига | Лига | Кубок | Кубок | Континент | Континент | Прочие | Прочие | Итого | Итого |
| Клуб                       | Лига             | Сезон            | Игры | Голы | Игры  | Голы  | Игры      | Голы      | Игры   | Голы   | Игры  | Голы  |
| -------------------------- | ---------------- | ---------------- | ---- | ---- | ----- | ----- | --------- | --------- | ------ | ------ | ----- | ----- |
| Вииторул Констанца         | Лига I           | 2015/16          | 1    | 1    | —     | —     | —         | —         | —      | —      | 1     | 1     |
| Вииторул Констанца         | Лига I           | 2016/17          | 0    | 0    | 0     | 0     | —         | —         | —      | —      | 0     | 0     |
| Вииторул Констанца         | Лига I           | 2017/18          | 14   | 1    | 1     | 1     | —         | —         | 1      | 0      | 16    | 2     |
| Вииторул Констанца         | Лига I           | 2018/19          | 13   | 0    | 3     | 1     | 4         | 0         | —      | —      | 20    | 1     |
| Вииторул Констанца         | Лига I           | 2019/20          | 3    | 0    | —     | —     | 2         | 0         | 1      | 0      | 6     | 0     |
| Вииторул Констанца         | Лига I           | 2020/21          | 22   | 1    | 1     | 0     | —         | —         | —      | —      | 23    | 1     |
| Вииторул Констанца         | Итого            | Итого            | 53   | 3    | 5     | 2     | 6         | 0         | 2      | 0      | 66    | 5     |
| Волунтари (аренда)         | Лига I           | 2019/20          | 25   | 1    | 1     | 0     | —         | —         | —      | —      | 26    | 1     |
| Коламбус Крю               | MLS              | 2021             | 28   | 0    | —     | —     | 2         | 0         | —      | —      | 30    | 0     |
| Коламбус Крю               | MLS              | 2022             | 6    | 0    | 1     | 0     | —         | —         | —      | —      | 7     | 0     |
| Коламбус Крю               | MLS              | 2023             | 31   | 1    | 1     | 0     | 2         | 1         | 6      | 1      | 40    | 3     |
| Коламбус Крю               | MLS              | 2024             | 21   | 1    | —     | —     | 9         | 0         | —      | —      | 30    | 1     |
| Коламбус Крю               | Итого            | Итого            | 86   | 2    | 2     | 0     | 13        | 1         | 6      | 1      | 107   | 4     |
| Коламбус Крю 2 (фарм-клуб) | MLS Next Pro     | 2022             | 4    | 0    | —     | —     | —         | —         | —      | —      | 4     | 0     |
| Рапид Бухарест (аренда)    | Лига I           | 2022/23          | 6    | 0    | 0     | 0     | —         | —         | —      | —      | 6     | 0     |
| Всего за карьеру           | Всего за карьеру | Всего за карьеру | 174  | 6    | 8     | 2     | 19        | 1         | 8      | 1      | 209   | 10    |

Источники: Transfermarkt, Soccerway, Football Database EU.